# Carl Einar Schierman
Carl-Einar Schierman, född 26 augusti 1937 i Sankt Görans församling, Stockholms stad, är en svensk dragspelare som spelar gammeldansmusik. År 1993 medverkade han i TV-programmet Allsång på Skansen. Under 20 år samarbetade Schierman med Thore Skogman och spelade dragspel. 